# Laena yajiangica
Laena yajiangica – gatunek chrząszcza z rodziny czarnuchowatych i podrodziny omiękowatych.
Gatunek ten został opisany w 2001 roku przez Wolfganga Schawallera. Miejsce typowe leży w górach Shalui Shan, w okolicy Yajiang.
Chrząszcz o ciele długości od 4,7 do 5,2 mm. Przedplecze o brzegu bocznym karbowanym i nieobrzeżonym, brzegu tylnym nieobrzeżonym i zagiętym w dół, kątach tylnych zaokrąglonych; jego powierzchnia szagrynowana, z trzema wgłębieniami i pokryta grubymi, w większości opatrzonymi krótkimi szczecinkami punktami oddalonymi od siebie o 0,5–1 średnicę. Na pokrywach brak rowków, tylko ułożone w rzędy punkty, zbliżone wielkością do tych na przedpleczu i w większości opatrzone krótkimi szczecinakami. Na międzyrzędach rozproszone mikroskopijne ziarenka ze szczecinkami. Siódmy międzyrząd kilowato wyniesiony na całej długości. Odnóża obu płci o bezzębych udach.
Owad endemiczny dla Chin, znany tylko z prefektury Garzê w zachodnim Syczuanie.